# BSV Grün-Weiß Flüren
Der Ballspielverein Grün-Weiß Wesel-Flüren e.V. von 1949 ist ein Sportverein aus Wesel am Niederrhein. Der im Stadtteil Flüren ansässige Verein umfasst die vier Abteilungen Fußball, Leichtathletik, Tischtennis und Turnen. In den 1970er und 1980er Jahren war die Leichtathletik-Abteilung überregional erfolgreich.

## Geschichte
In den Jahren nach dem Zweiten Weltkrieg gab es in den damals noch selbstständigen Gemeinden Flüren und Diersfordt zunächst keinen Sportverein. Am 25. Juni 1949 gründeten Bürger beider Gemeinden in der Lokalität Waldschenke in Flüren unter dem Namen Ballspielverein Grün-Weiß Flüren-Diersfordt einen Fußballverein. Am 1. September 1949 wurde der neu gegründete Verein beim Westdeutschen Fußballverband angemeldet. Als erster provisorischer Sportplatz diente das Gelände Sandkamp bei Diersfordt, ein ständiger Sportplatz entstand in Nachbarschaft zur Diersfordter Gaststätte Am Jäger. Diese Spielstätte war mitten im Diersfordter Wald gelegen. 1950 begann der damals reine Fußballverein mit der Teilnahme am offiziellen Spielbetrieb. Im Oktober 1965 wurde am Ortsrand von Flüren das Waldstadion als neue Spielstätte eingeweiht. Im Vorfeld der Eröffnung der neuen Sportanlage wurde der bisherige Fußballverein am 2. Juni 1965 um die Abteilungen Leichtathletik, Tischtennis und Turnen ergänzt.
Die 1965 geschaffene Leichtathletikabteilung erzielte bereits einige Jahre nach ihrer Gründung überregionale Erfolge. Der Zehnkämpfer Heinz-Ulrich Schulze wurde zweimal deutscher Jugendmeister und zweimal Juniorenmeister in seiner Disziplin, bevor er bei den deutschen Leichtathletik-Meisterschaften 1971 den dritten Platz belegte. Bei den Leichtathletik-Europameisterschaften 1971 wurde das Flürener Vereinsmitglied Vierter. In der Vorbereitung auf die Olympischen Sommerspiele 1972 zog sich Schulze beim Stabhochsprung eine Verletzung zu, die zur Beendigung seiner Laufbahn im Leistungssport führte. 1976 veranstaltete Grün-Weiß Flüren erstmals einen Halbmarathon sowie einen Crosslauf, die seitdem jährlich durchgeführt werden. Den Streckenrekord des Halbmarathons (1:06:30 Stunden) setzte mit Manfred Brucks ein Vereinsmitglied. Zwischen 1980 und 1982 wurde zusätzlich ein Lauf über die Marathon-Volldistanz veranstaltet. Neben Heinz-Ulrich Schulze brachte die Leichtathletik-Abteilung in den 1970er und frühen 1980er Jahren eine Reihe weiterer erfolgreicher Sportler hervor. 1980 war der Verein dadurch erneut bei den deutschen-Leichtathletik-Meisterschaften erfolgreich, als Christa Telaak, Eva-Maria Dahms und Gisela Henschel in der Mannschaftswertung der Frauen beim Marathon den dritten Platz belegten. 1981 gewann mit Manfred Brucks ein Mitglied der Flürener Leichtathletik-Abteilung die Erstaustragung des Rhein-Ruhr-Marathons.
Die Tischtennisabteilung von Grün-Weiß Flüren schaffte mehrfach den Aufstieg in die Oberliga, zuletzt gelang dies 2011. Bei der Turnabteilung handelte es sich 2015 um die mitgliederstärkste Abteilung des Vereins.

## Bekannte Vereinsmitglieder
- Manfred Brucks (* 1955), erster Sieger des Rhein-Ruhr-Marathons
- Heinz-Ulrich Schulze (1949–1995), im Zehnkampf Dritter bei den deutschen Meisterschaften 1971 und Vierter bei den Europameisterschaften 1971